# 10370 Гілонома
 10370 Гілонома (англ. 10370 Hylonome)  — одне з небесних тіл, відомих як Кентаври.

## Відкриття
Відкритий у 8 квітні 2002 року Джоном Ч. Джеветом (англ. John С. Jewitt) і Джайном Лью (англ. Jane Luu) в обсерваторії Мауна-Кеа, отримав назву 1995 DW2.
Отримав офіційну назву Гілонома — за іменем персонажа давньогрецької міфології - Гілономи (грец. Υλονομη) — один із кентаврів, дружина кентавра Кіллара (лат. Cyllarus).
Космічний телескоп Спітцер оцінював діаметр 10370 Гайлономе в 70 ± 20 км.

## Орбіта
Орбіта Гайлономе нестабільна, збурена хвилюваннями газових планет. Гайлономе - "UN" о'бєкт, що означає, що планета 'Уран'("U") (англ. Uranus) стримує перицентр Гайлономе, а планета 'Нептун'("N") (англ. Neptune) - апоцентр Гайлономе. Період напіврозпаду становить 6,37 мільйонів років.
Кеплерівські елементи орбіти:
- ексцентриситет e - 0,247367°
- нахил орбіти і - 4,144°
- довгота висхідного вузла (☊ або Ω) - 178,218°
- аргумент перицентра ω. - 18,9152°
- середня аномалія М - 38,378°